# 契苾
契苾（或作解批，契弊，车鼻施；中古汉语：*kʲiei-pɪ̯et；塞语：Kāribari）是一支古突厥部落。先后隶属于铁勒、九姓乌古斯和唐朝羁縻下的漠北诸州。唐太宗贞观年间以其地为榆溪州，高宗永徽年间又以其部为贺兰都督府，隶属燕然都护府。後其地被后突厥所据，突厥灭亡後屬回鹘汗国。该部落最知名的成员是唐朝将领契苾何力。

## 地域
据唐开元十八年（730年）铁勒将军契苾嵩的书信，契苾部的起源可追溯杭爱山，到6世纪进入博格达峰一带。他们与高车的解批有亲缘关系，后者在副伏罗以东。唐初他们分布在焉耆以西的鹰娑川。首领契苾哥楞战败后，他们被置于突厥车鼻可汗阿史那斛勃治下。贞观六年（632年）后，他们被唐朝安置在凉州附近，置贺兰州，後设榆溪州统辖契苾部众。

## 已知成员
1. 契苾歌楞 — 铁勒易勿真莫賀可汗
2. 契苾葛 — 铁勒莫賀咄特勤[10]
  1. 契苾何力 — 涼國公，初唐将领
    - 契苾明（649-695）[11] — 唐朝将领、涼國公
      - 契苾嵩（-730) — 右领军卫大将军、涼國公
      - 契苾嵸（-746）— 左豹韜衛大將軍
      - 契苾番（-746）
      - 契苾崇（-746）

    - 契苾光（-~709）— 右豹韜衛將軍
      - 契苾嶔（-728）
        - 契苾尚賓（705-733，逝于京兆府）

      - 契苾崟
        - 契苾梁濱

    - 契苾貞 — 司膳少卿
    - 契苾某（-~709）
      - 契苾峰
        - 契苾嘉賓  — 衛大將軍
          - 契苾漪（-814）— 元和年间为胜州刺史[12]（今日陕西省榆林市附近）
            - 契苾通（774-855）— 充振武麟胜等军州节度观察处置蕃落、振武軍節度使。曾参与伐乌介可汗之战[13]
              - 契苾公文
              - 契苾公應
              - 契苾公瑜
              - 契苾公武
              - 契苾公約
              - 契苾公綬
              - 契苾公某
              - 契苾公廙（-881）
              - 契苾公度（-881）

  2. 契苾沙門 — 真珠可汗治下的契苾部首领

契苾璋曾任振武軍節度使（881-882）（位于今日呼和浩特）。
契苾峑曾任雲麾將軍、守左威衛大將軍、武威郡開國公，他的季女適晉陵郡長史段承宗。